# Зоран Вујовић
Зоран Вујовић (Сарајево, 26. август 1958) је бивши југословенски фудбалер.
Његов брат близанац Златко Вујовић је такође био успешан фудбалер и репрезентативац.

## Каријера
Пореклом са Цетиња, рођени Сарајлија, каријеру је почео у Хајдуку из Сплита, за који је наступао од 1976. до 1986, а у дресу Хајдука је 428 утакмица и постигао 66 голова. Са Хајдуком је био првак Југославије 1979. и два пута освајач Купа Југославије (1977. и 1984).
Након Хајдука каријеру 1986. наставља у Француској, прво у Бордоу, са којим је 1987. освојио шампионат и Куп Француске. 1989. је играо за Кан. Сезону 1989/90. је одиграо у Црвеној звезди, са којом је освојио дуплу круну. 1990. се поново враћа у Француску, где је прво играо за Валорис, сезону 1991/92. за Кан, а 1992. прелази у Ницу, где и завршава своју каријеру 1993. године.
По завршетку играчке каријере био је тренер у Мароку, Саудијској Арабији и Француској.

## Репрезентација
За сениорску репрезентацију Југославије је дебитовао 13. јуна 1979. у пријатељској утакмици са Италијом у Загребу, тада је ушао као замена у 68. минуту.
Са репрезентацијом је учествовао на Медитеранским играма 1979. (злато), Олимпијским играма 1980. (4. место) и Светском првенству 1982.
Последњи меч у националном дресу је одиграо 20. септембра 1989. у пријатељској утакмици са репрезентацијом Грчке у Новом Саду. За репрезентацију Југославије је укупно одиграо 34 утакмице и постигао два гола.